# Philosophy, Politics and Economics
Philosophy, Politics and Economics（哲学・政治・経済学）は、学際的な専攻の一種。1920年代にオックスフォード大学ベリオール・カレッジで開始された。略称のPPEで知られる。